# ケベック・キャピタルズ
ケベック・キャピタルズ（フランス語：Les Capitales de Québec、英語：Québec Capitales）は、プロ野球・北米独立リーグのフロンティアリーグに加盟している野球チーム。本拠地は、カナダ・ケベック州ケベック・シティー。ケベック市営球場（Stade municipal de Québec）を拠点球場としている。

## 歴史
1999年に創設され、ノーザンリーグ（ノーザンリーグ・イースト）に加盟。
2003年、ノーザンリーグ・イーストが再びノースイースト・リーグとして独立したため、ノースイースト・リーグに加盟。
2005年にノースイースト・リーグがカナディアン・アメリカン・リーグ（カンナムリーグ）に名称変更。
2006年に初のリーグ優勝を果たし、2009年から2013年まで5連覇を達成した。
2019年10月16日、カナディアン・アメリカン・リーグがフロンティアリーグに吸収合併されることを発表した。それに伴い2020年シーズンからフロンティアリーグで活動することになったが、新型コロナウイルスの感染拡大に伴いリーグ戦は中止となった。
2021年はアメリカ・カナダ間の移動に制限があるため、キャピタルズの選手及び、同じカナダに本拠地を置くトロワリヴィエール・エーグルス、オタワ・タイタンズと契約したカナダ人選手を集めてエキップ・ケベック（Équipe Québec）というチームを結成し、7月までは全ての試合をアメリカ国内（全試合がビジターゲーム）で行った。制限が緩和された7月30日より、チームはカナダ国内でホームゲームを行った。
2022年からリーグ3連覇を達成している。

## 所属選手

### 主な所属選手
- ホセ・ヌーニェス（2001、元福岡ダイエーホークス）
- ダリル・モトリー（2002、元千葉ロッテマリーンズ）
- クリスチャン・メンドーサ (2005 - 2007、第3回WBC予選コロンビア代表)
- エリック・カー（2006, 2008。2004年アテネ五輪カナダ代表。第1回WBCカナダ代表）
- エリック・ガニエ（2009、メジャー通算187セーブ。2003年サイ・ヤング賞受賞）
- ピート・ラフォレスト（2009, 2010 - 2012、第1回WBCカナダ代表）
- アンドリュー・アルバース（2010、元オリックス・バファローズ）
- スティーブ・ブラウン (2012、第3回WBC予選コロンビア代表)
- ジョナサン・マロ（2012 - 2019、第3回・第4回WBCオランダ代表）
- ジュリスベル・グラシアル（2017 - 2018、福岡ソフトバンクホークス。第4回・第5回WBCキューバ代表）
- カリアン・サムス（2016 - 2018、第3回・第4回WBCオランダ代表）
- ジョーダン・レナートン（2016 - 2018、第3回WBCカナダ代表）
- ダスティン・モルケン（2019、元北海道日本ハムファイターズ。第3回・第4回WBCカナダ代表）
- ギフト・ンゴエペ（2019、第2回・第3回予選・第4回WBC予選南アフリカ代表）
- タイソン・ギリーズ（2019、第3回WBCカナダ代表）
- スコット・リッチモンド（2019、第2回WBCカナダ代表）
- エバン・ラッツキー（英語版）（2021、元新潟アルビレックス・ベースボール・クラブ。第5回WBCカナダ代表）
- ジュレミ・プロファー（英語版）（2023, 2024、第5回WBCオランダ代表）